# Kamień (Precarpazia)
Kamień è un comune rurale polacco del distretto di Rzeszów, nel voivodato della Precarpazia.
Ricopre una superficie di 73,21 km² e nel 2004 contava 6 844 abitanti.